# Jordan 199
A Jordan 199 egy Formula–1-es versenyautó, amelyet a Jordan Grand Prix csapat tervezett és versenyeztetett az 1999-es Formula–1 világbajnokság során. Pilótái Damon Hill és Heinz-Harald Frentzen voltak, a tesztpilóták pedig Tomáš Enge és Nakano Sindzsi. Ez az autó volt a Jordan csapat történetének legsikeresebb konstrukciója, amellyel két győzelmet és egy pole pozíciót is arattak, ráadásul Frentzennek egészen a szezon végéig komoly esélye volt arra, hogy akár a világbajnokságot is megnyerje.

## Áttekintés
Maga a kasztni az elődmodell 198-as átalakított változata volt, főként az aerodinamikán változtattak a szélcsatornás tesztsorozatot követően. A meghajtásért továbbra is a Mugen-Honda motorok feleltek. A festés szinte változatlan maradt, azonban hangsúlyosabb lett és a kasztni hátsóbb részeire is kiterjedt az orra felfestett lódarázs-minta. Ott, ahol be voltak tiltva a dohányreklámok, a Benson & Hedges cigarettamárka neve helyén a "Buzzin' Hornets" felirat szerepelt.

## A szezon
Az idény jól kezdődött, Frentzen és Hill az ötödik és a kilencedik helyre kvalifikálták magukat. Hill versenye már a rajtnál véget ért egy baleset miatt, Frentzen azonban ki tudta használni a McLarenek kiesését, és egészen a második helyig jutott. Itt is fejezte be a futamot, mert a jobb taktikával versenyző Eddie Irvine-t már nem tudta megelőzni. Hill a következő versenyen is kiesett egy baleset miatt, Frentzen viszont harmadik lett, így két futam után ő is és a csapat is a második helyen álltak a bajnokságban. Imolában Frentzennek szintén kinézett egy dobogós helyezés, de megcsúszott a nemrég kiesett Irvine autójából szivárgó olajon és kiesett. Egy negyedik hellyel Hill megszerezte az első pontjait az idényben. Monacóban még Frentzen el tudott érni egy negyedik helyet, de ezután két sikertelenebb hétvége következett.
A francia nagydíjon az eső miatt furcsa lett a rajtrács: a stewartos Barrichello került pole pozícióba, Frentzen ötödik lett, Hill viszont csak tizennyolcadik. A változó körülmények közt megrendezett versenyen Hill kiesett, Frentzen viszont jó stratégiával és kihasználva vetélytársai technikai problémáit, az élre tört, és végül meg is nyerte a futamot. A jó eredmények ezután is kitartottak, a Jordan rendszeres pontszerző volt, Frentzen pedig a német és a belga nagydíjon szerzett dobogó után Olaszországban is győzni tudott. Az európai nagydíjon pole pozíciót szerzett és a hatalmas rajtbaleset után a biztonsági autó mögött körözve, majd annak kiállása után is magabiztosan tartotta a helyezését. Az időközben megérkező eső, valamint Frentzen elektronikájának meghibásodása miatt azonban végül kettős kieséssel zárták a hétvégét.
Malajziába, az utolsó előtti futamra úgy érkeztek, hogy Frentzennek még mindig volt rá matematikai esélye, hogy világbajnok legyen. Miután azonban csak a 14. helyre kvalifikált, a hatodik helynél előrébb nem tudott jutni a versenyen, emiatt pedig elbukta ezt az esélyt. A szezonzáró futamon azért még egy negyedik helyet szerzett, bebiztosítva ezzel legalább a bronzérmet.
Damon Hillnek pocsék szezonja volt, és már lehetett tudni, hogy az idény végén visszavonul, ezért Japánban szeretett volna szépen búcsúzni. Ehhez képest csak a tizenkettedik helyre kvalifikált, és a versenyen se termett neki sokkal több babér, ezért a versenytáv fele környékén feladta a futamot, kimerültségre hivatkozva.

## Eredmények
| Év   | Csapat | Motor               | Gumik | Pilóták               | 1   | 2   | 3   | 4   | 5   | 6   | 7   | 8   | 9   | 10  | 11  | 12  | 13  | 14  | 15  | 16  | Pontok | Helyezés |
| ---- | ------ | ------------------- | ----- | --------------------- | --- | --- | --- | --- | --- | --- | --- | --- | --- | --- | --- | --- | --- | --- | --- | --- | ------ | -------- |
| 1999 | Jordan | Mugen-Honda MF301HD | B     |                       | AUS | BRA | SMR | MON | ESP | CAN | FRA | GBR | AUT | GER | HUN | BEL | ITA | EUR | MAL | JPN | 61     | 3.       |
| 1999 | Jordan | Mugen-Honda MF301HD | B     | Damon Hill            | KI  | KI  | 4   | KI  | 7   | KI  | KI  | 5   | 8   | KI  | 6   | 6   | 10  | KI  | KI  | KI  | 61     | 3.       |
| 1999 | Jordan | Mugen-Honda MF301HD | B     | Heinz-Harald Frentzen | 2   | 3   | KI  | 4   | KI  | 11  | 1   | 4   | 4   | 3   | 4   | 3   | 1   | KI  | 6   | 4   | 61     | 3.       |

† - nem fejezte be a versenyt, de rangsorolták, mert teljesítette a versenytáv 90 százalékát